# Idiogomphoides demoulini
Idiogomphoides demoulini – gatunek ważki z rodziny gadziogłówkowatych (Gomphidae). Znany tylko ze starych stwierdzeń w południowej Brazylii; stwierdzono go w stanach Santa Catarina i Parana.